# Ligne de Szeged à Békéscsaba
La ligne de Szeged à Békéscsaba ou ligne 135 est une ligne de chemin de fer de Hongrie. Elle relie Szeged à Békéscsaba.